# Gairo
Gairo (en sard, Gàiru) és un municipi italià, dins de la província de Nuoro. L'any 2007 tenia 1.678 habitants. Es troba a la regió de Quirra. Limita amb els municipis d'Arzana, Cardedu, Jerzu, Lanusei, Osini, Seui, Tertenia, Ulassai i Ussassai.

## Administració
| Període | Identitat               | Partit        |
| ------- | ----------------------- | ------------- |
| 2005-   | Roberto Marino Marceddu | Llista Cívica |